# Microdaphne trichodes
Microdaphne trichodes é uma espécie de gastrópode do gênero Microdaphne, pertencente a família Raphitomidae.